# 帕薩基納
帕薩基納（西班牙語：Pasaquina），是薩爾瓦多的城鎮，位於該國東部，由拉烏尼翁省負責管轄，面積295.28平方公里，海拔高度52米，2007年人口16,375，人口密度每平方公里55.47人。
13°35′4″N 87°50′28″W / 13.58444°N 87.84111°W